# Weißenstadter Forst-Süd
Weißenstadter Forst-Süd är ett kommunfritt område i Landkreis Wunsiedel im Fichtelgebirge i Regierungsbezirk Oberfranken i förbundslandet Bayern i Tyskland.